# Catherine Goldstein
Pour les articles homonymes, voir Goldstein.
Catherine Goldstein (née le 5 juillet 1958 à Paris) est une mathématicienne française et historienne des mathématiques.

## Biographie
Elle a étudié de 1976 à 1980 à l'École normale supérieure de jeunes filles (promotion 1976, agrégation de mathématiques en 1978) et a soutenu en 1981, à l'université Paris-Sud (Orsay), une thèse dirigée par John Coates (Fonctions L p-adiques et théorie d'Iwasawa). Elle a travaillé à partir de 1980 comme chargée de recherche à l'université Paris-Sud et depuis 2003, elle est directrice de recherche à l'Institut de mathématiques de Jussieu – Paris Rive Gauche. En 1995-96 et 1998, elle a été professeur invitée à l'Institut Max-Planck d'histoire des sciences à Berlin.
Catherine Goldstein a commencé sa carrière en théorie des nombres. Depuis les années 1990, elle travaille surtout sur l'histoire de cette théorie et ses acteurs, comme Fermat, Hermite et Gauss.
Comme trois autres chercheurs français, elle a été conférencière plénière au Congrès international des mathématiciens de 2018 (Rio de Janeiro).

## Sélection de publications
- « L'un et l'autre : pour une histoire du cercle » et « Le métier des nombres aux XVIIe et XIXe siècles », dans Michel Serres (dir.), Éléments d'histoire des sciences, Bordas (1re éd. 1989), 576 p. (ISBN 2-04-018467-8)
- (de) « Algebra in der Zahlentheorie von Fermat bis zu Lagrange », dans Erhard Scholz, Geschichte der Algebra, B. I. Wissenschaftsverlag, 1990
- (fr + en) Catherine Goldstein (dir.), Jeremy Gray (dir.) et Jim Ritter (dir.), L'Europe mathématique : histoires, mythes, identités, Éditions de la Maison des sciences de l'homme, 1996, 576 p. (ISBN 9782735106851)
- « Un théorème de Fermat et ses lecteurs », dans Histoires de science, Saint-Denis, Presses universitaires de Vincennes, 1995, 232 p. (ISBN 2-910381-10-2)
- (en) Catherine Goldstein, Norbert Schappacher et Joachim Schwermer (de) (éds.), The Shaping of Arithmetic after C. F. Gauss's Disquisitiones arithmeticae [détail des éditions], ainsi qu'auteur des chapitres « The Hermitian Form of Reading the Disquisitiones » et, avec Schappacher, « A Book in Search of a Discipline (1801-1860) » et « Several Disciplines and a Book (1860-1900) »